# Oludamola Osayomi
Oludamola Bolanle Osayomi nota anche come Damola Osayomi (Stato di Osun, 26 giugno 1986) è una velocista nigeriana.
Nell'ottobre 2010 è risultata positiva ad un controllo antidoping successivo alla vittoria sui 100 metri ai XIX Giochi del Commonwealth svoltisi a Delhi in India.

## Palmarès
| Anno | Manifestazione          | Sede        | Evento      | Risultato        | Prestazione | Note                                     |
| ---- | ----------------------- | ----------- | ----------- | ---------------- | ----------- | ---------------------------------------- |
| 2004 | Giochi olimpici         | Atene       | 4x100 m     | 7ª               | 43"42       |                                          |
| 2005 | Mondiali                | Helsinki    | 4x100 m     | 7ª               | 43"25       | Miglior prestazione personale stagionale |
| 2007 | Mondiali                | Osaka       | 100 m piani | 8ª               | 11"26       |                                          |
| 2007 | Mondiali                | Osaka       | 4x100 m     | Batteria         | 43"58       | Miglior prestazione personale stagionale |
| 2007 | Giochi panafricani      | Algeri      | 100 m piani | Oro              | 11"20       |                                          |
| 2007 | Giochi panafricani      | Algeri      | 200 m piani | Oro              | 23"21       |                                          |
| 2007 | Giochi panafricani      | Algeri      | 4x100 m     | Argento          | 43"85       |                                          |
| 2008 | Mondiali indoor         | Valencia    | 60 m piani  | 6ª               | 7"26        |                                          |
| 2008 | Campionati africani     | Addis Abeba | 100 m piani | Oro              | 11"22       |                                          |
| 2008 | Campionati africani     | Addis Abeba | 200 m piani | Bronzo           | 22"83       | Miglior prestazione personale            |
| 2008 | Campionati africani     | Addis Abeba | 4×100 m     | Oro              | 43"79       |                                          |
| 2008 | Giochi olimpici         | Pechino     | 100 m piani | Semifinale       | 11"44       |                                          |
| 2008 | Giochi olimpici         | Pechino     | 200 m piani | Quarti di finale | 23"27       |                                          |
| 2008 | Giochi olimpici         | Pechino     | 4×100 m     | Argento          | 43"04       | Miglior prestazione personale stagionale |
| 2009 | Mondiali                | Berlino     | 100 m piani | Quarti di finale | 11"55       |                                          |
| 2009 | Mondiali                | Berlino     | 200 m piani | Batteria         | 24"24       |                                          |
| 2009 | Mondiali                | Berlino     | 4×100 m     | Batteria         | 46"54       |                                          |
| 2010 | Campionati africani     | Nairobi     | 100 m piani | Bronzo           | 11"22       | Miglior prestazione personale stagionale |
| 2010 | Campionati africani     | Nairobi     | 200 m piani | Oro              | 23"36       | Miglior prestazione personale stagionale |
| 2010 | Campionati africani     | Nairobi     | 4×100 m     | Oro              | 43"45       |                                          |
| 2010 | Giochi del Commonwealth | New Delhi   | 100 m piani | Finale           | dq          |                                          |
| 2010 | Giochi del Commonwealth | New Delhi   | 200 m piani | Semifinale       | 23"95       |                                          |
| 2011 | Mondiali                | Taegu       | 100 m piani | Semifinale       | 11"58       |                                          |
| 2011 | Mondiali                | Taegu       | 4×100 m     | 5ª               | 42"93       |                                          |
| 2011 | Giochi panafricani      | Maputo      | 100 m piani | Oro              | 10"90       | Record dei Giochi                        |
| 2011 | Giochi panafricani      | Maputo      | 200 m piani | Oro              | 22"86       |                                          |
| 2011 | Giochi panafricani      | Maputo      | 4×100 m     | Oro              | 43"34       |                                          |
| 2012 | Campionati africani     | Porto Novo  | 4x100 m     | Oro              | 43"21       | Record dei campionati                    |
| 2012 | Giochi olimpici         | Londra      | 4×100 m     | 4ª               | 42"64       | Miglior prestazione personale stagionale |